# Apocynum venetum
L'apocino veneto (Apocynum venetum L.) è un specie di pianta erbacea perenne della famiglia Apocynaceae.

## Descrizione
A. venetum è caratterizzato da uno stelo quasi eretto, erbaceo, con foglie ellittico-lanceolate, spuntonate, addentellate, negli orli scabre.
Come le altre specie di Apocynum, presenta vasi laticiferi che secernono un lattice biancastro.

## Distribuzione e habitat
La specie è considerata endemica dell'areale asiatico settentrionale e dell'Europa sud-orientale, ed è presente, a oriente, nell'Asia centrale, Russia, Siberia, Iran, Iraq, Pakistan, Afghanistan, Cina e Giappone, e a occidente, in Italia, Bulgaria, Romania, Croazia, Turchia e Ucraina.

## Tassonomia
Sono note le seguenti sottospecie:
- Apocynum venetum subsp. venetum - Italia
- Apocynum venetum subsp. armenum (Pobed.) ined. - Turchia, Iran, Caucaso
- Apocynum venetum subsp. basikurumon (H.Hara) ined. - Giappone
- Apocynum venetum subsp. lancifolium (Russanov) ined. - Siberia, Cina (includendo Tibet e Xinjiang), Mongolia, Kazakistan, Kirghizistan, Uzbekistan
- Apocynum venetum subsp. russanovii (Pobed.) ined. - Penisola Ostriv Dzharylhach in Ucraina
- Apocynum venetum subsp. sarmatiense (Woodson) ined. - Bulgaria, Russia, Ucraina, Turchia, Iran, Iraq, Caucaso
- Apocynum venetum subsp. scabrum (Russanov) ined. - Kazakistan, Turkmenistan, Tagikistan, Afghanistan, Iran, Pakistan
- Apocynum venetum subsp. tauricum (Pobed.) ined. - Capo St. Ilya in Crimea

## Caratteristiche tessili
A. venetum ha avuto in passato un interesse nel campo dell'industria tessile. Le sue fibre, estratte dalla rafia e opportunamente lavorate, possiedono la lucentezza della seta, la morbidezza della ramia, la malleabilità del cashmere e la morbidezza del cotone.